# Autokia Village
Autokia Village är en ort i Kiribati.   Den ligger i örådet Beru och ögruppen Gilbertöarna, i den sydöstra delen av landet, 400 km sydost om huvudstaden Tarawa. Autokia Village ligger 4 meter över havet och antalet invånare är 204.
Terrängen runt Autokia Village är mycket platt.  Närmaste större samhälle är Tabiang Village, 1,2 km väster om Autokia Village. 